# Lac Champdoré
Lac Champdoré är en sjö i Kanada.   Den ligger i regionen Nord-du-Québec i provinsen Québec, i den östra delen av landet, 1 400 km nordost om huvudstaden Ottawa. Lac Champdoré ligger 411 meter över havet. Arean är 165 kvadratkilometer. 
Trakten runt Lac Champdoré är nära nog obefolkad, med mindre än två invånare per kvadratkilometer.